# Frédéric Roux (football)
Pour les articles homonymes, voir Frédéric Roux et Roux.
Frédéric Roux est un footballeur français né le 27 juin 1973 à Nancy. Il a évolué au poste de gardien de but. 
Il fut engagé par l'Olympique lyonnais le 18 août 2007 (contrat jusqu'en 2008, aucune indemnité de transfert) pour devenir le gardien de but n°2 du club, derrière Rémy Vercoutre, à la suite de la grave blessure (rupture des ligaments du genou) de Grégory Coupet, absent pour 4 ou 5 mois.
Frédéric Roux a joué trois matchs de Coupe UEFA avec Bordeaux, lors de la saison 2000-2001.
Lors des saisons 2001 à 2006, il fut le gardien titulaire des Girondins de Bordeaux en Coupe de la Ligue.

## Carrière
- 1995-1999 : AS Nancy-Lorraine
- 1999-2000 : LB Châteauroux
- 2000-2006 : Girondins de Bordeaux
- 2006-2007 : AC Ajaccio
- 2007-2008 : Olympique lyonnais

À noter que pendant l'été 2007, il participait aux entraînements avec la réserve des Girondins de Bordeaux en attendant de trouver un club.

## Palmarès
- Girondins de Bordeaux
  - Vainqueur de la Coupe de la Ligue française de football 2002

- AS Nancy-Lorraine
  - Champion de France D2 : 1998